# Học viện Quốc phòng Úc
Học viện Quốc phòng Úc, dịch đầy đủ là Học viện Lực lượng Quốc phòng Úc (tiếng Anh: Australian Defence Force Academy, viết tắt: ADFA) là một học viện quân sự tam quân (lục quân, không quân, hải quân) chuyên cung cấp các chương trình đào tạo quân sự và sau trung học cho các sĩ quan trẻ của Lực lượng Quốc phòng Úc trong Không lực Hoàng gia Úc, Lục quân Úc và Hải quân Hoàng gia Úc.
Tại ADFA, giáo dục sau trung học được khu trường sở Canberra thuộc Đại học New South Wales (UNSW) cung cấp (UNSW@ADFA), và ADFA được xem là một khoa của UNSW. UNSW cũng là tổ chức cấp các chứng chỉ của ADFA. Ngoài việc đào tạo ra các lãnh đạo tương lai của Lực lượng Quốc phòng Úc, khu trưởng sở Canberra của UNSW còn tổ chức giảng dạy các chương trình sau đại học và các khóa học ngắn hạn cho nhân viên Bộ Quốc phòng Úc và công chúng có nhu cầu.
Cơ ngơi của ADFA nằm ở vùng ngoại ô Campbell, Canberra, Lãnh thổ Thủ đô Úc, gần quận hành chính Russell của Chính phủ Úc. Trường nằm bên cạnh núi Pleasant. ADFA cũng nằm cạnh học viện quân sự của Lục quân Úc, tức Trường Quân sự Hoàng gia, Duntroon.
Những sĩ quan trẻ học tại ADFA sẽ mang quân hàm Chuẩn úy (Midshipman) trong Hải quân Hoàng gia, Officer Cadet trong Lục quân và Officer Cadet trong Không lực Hoàng gia. Người chỉ huy học viện hiện là Chuẩn tướng Không quân Alan Clements.